# Aeschynanthus batakiorum
Aeschynanthus batakiorum är en tvåhjärtbladig växtart som beskrevs av Mendum och Madulid. Aeschynanthus batakiorum ingår i släktet Aeschynanthus och familjen Gesneriaceae. Inga underarter finns listade i Catalogue of Life.